# 英南村
英南村是位于中国广东省江门市江海区礼乐街道最南部的一个村落，距礼乐街道中心0.5公里，总面积约2.09平方公里，耕地面积1863亩，总人口2142人。主要语言为礼乐话、广府话。